# Cinnolina
La cinnolina es un compuesto heterocíclico aromático con la fórmula C8H6N2. Es isomérico con otras naftiridinas que incluyen quinoxalina, ftalazina y quinazolina.

## Propiedades
La base libre se puede obtener como un aceite por tratamiento del hidrocloruro con base. Se co-cristaliza con una molécula de éter en forma de agujas de seda blanca, (m.p. 24-25 °C) al enfriar las soluciones etéreas. La base libre se derrite a 39 °C. Tiene un sabor parecido al del hidrato de cloral y deja una fuerte irritación durante un tiempo.[cita requerida] Los derivados de cinnolina se obtienen a partir del ácido carboxílico de oxicinolina, que se forma por digestión del ácido diazo-cloruro de ortofenil-propilo con agua. El ácido oxicolina-carboxílico al calentar da oxicinolina, que funde a 225 °C, que con pentacloruro de fósforo da clorcinnolina. Esta sustancia se reduce mediante limaduras de hierro y ácido sulfúrico a dihidrocinnolina.[cita requerida]

## Descubrimiento y síntesis
El compuesto se obtuvo primero en forma impura por ciclación del alquino o-C6H4 (NH2) C = CCO2H en agua para dar ácido 4-hidroxicinolin-3-carboxílico. Este material podría descarboxilarse y el grupo hidroxilo eliminarse de forma reductiva para proporcionar el heterociclo original. Esta reacción se llama síntesis de Richter cinnolina Existen métodos mejorados para su síntesis. Se puede preparar por deshidrogenación de dihidrocinnolina con óxido mercúrico recién precipitado. Se puede aislar como el hidrocloruro.
Una reacción orgánica clásica para sintetizar cinnolinas es la síntesis de Widman-Stoermer, una reacción de cierre de anillo de una α-vinil anilina con ácido clorhídrico y nitrito de sodio:
El nitrito de sodio se convierte primero en ácido nitroso que luego forma el trióxido de dinitrógeno intermedio electrófilo. El siguiente intermediario es la nitrosamina estable que pasa a perder agua formando la sal de diazonio que luego reacciona con el grupo vinilo en la etapa de cierre del anillo. Una reacción conceptualmente relacionada es la síntesis de triazina de Bamberger hacia triazinas.
Otro método de cinnolina es la síntesis de cinnolina de Borsche.[cita requerida]